# Mythologie aborigène
Les mythes aborigènes, également connus sous le nom d’histoires du Temps du rêve, sont les histoires traditionnelles racontées par les peuples aborigènes, au sein de chaque groupe linguistique aborigène d'Australie. Tous ces mythes rendent compte d'une forme de vérité, propre à chaque groupe aborigène, sur les paysages qui les entourent. Toute la topographie de l'Australie est ainsi interprétée au travers de subtilités culturelles et d'interprétations profondes, qui transmettent la sagesse et la connaissance accumulées par les ancêtres en des temps immémoriaux.
Selon l’Encyclopédie de l'Australie aborigène de l’Institut australien des études sur les Aborigènes et les Indigènes du détroit de Torrès, la mythologie aborigène couvre le territoire australien de milliers de personnages qui sont, d'une façon ou d'une autre, liés au territoire et aux paysages environnants.

## Antiquité
En enregistrant des mythes aborigènes dans leurs langues d'origine, le linguiste australien, Robert Dixon, a observé des concordances entre certains détails des paysages mythologiques et des découvertes scientifiques faites sur les mêmes paysages.

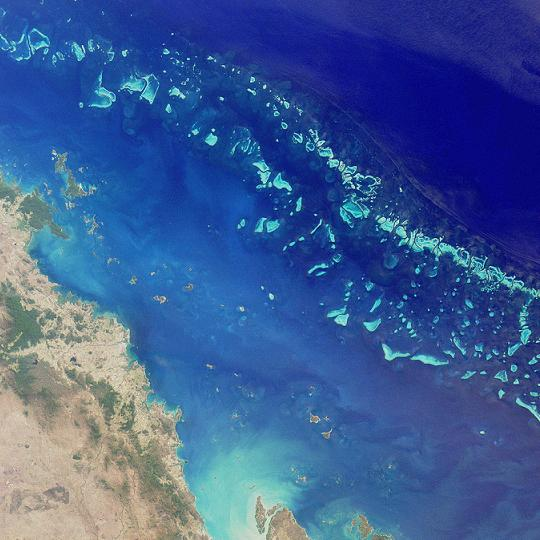
Image satellite de la grande barrière de corail.

Dans le cas des mythes du Plateau d'Atherton racontant les origines des lacs Eacham, Barrine et Euramo, des recherches géologiques avaient daté les explosions volcaniques qui sont à leur origine à plus de 10 000 ans, comme le décrivent les mythes aborigènes. L'étude d'échantillons de pollens fossilisés, dans du limon déposé au fond de ces cratères depuis leur formation, a également confirmé les dires des raconteurs de mythes selon lesquels la région était dominée autrefois par des forêts d'eucalyptus, plutôt que par l'actuelle forêt tropicale humide,.
Dixon a constaté, à partir des éléments de preuve disponibles, que les mythes aborigènes sur l'origine des lacs du cratère pourraient être considérés comme exacts jusqu'à une époque d'il y a 10 000 ans. Des recherches plus poussées sur ces observations ont conduit la Commission du patrimoine australien à inscrire le mythe concernant ces lacs sur le registre du patrimoine national. Elle en a également proposé la nomination au titre de patrimoine mondial en relation avec la forêt tropicale humide, en tant que « récit sans précédent des événements remontant à l'époque du Pléistocène ».
Depuis lors, Dixon a rassemblé un grand nombre d'exemples similaires de mythes aborigènes décrivant précisément les anciens paysages, notant en particulier le grand nombre de mythes qui concernent l'ancien niveau des mers, comme :
- le mythe de la Baie de Port Phillip, tel qu'il a été conté à Robert Russell en 1850. Il décrit la baie actuelle comme une région autrefois émergée ainsi que le cours de la Yarra empruntant alors le tracé des anciens marais de Carrum Carrum ;
- le mythe de la Grande Barrière de corail raconté à Dixon lui-même, à Yarrabah (au sud de Cairns), indiquant que les anciennes côtes (inondées depuis) étaient situées à proximité de l'actuelle barrière de corail et nommant des lieux aujourd'hui complètement submergés d'après les types de forêts et d'arbres qui y poussaient, récit qui correspondrait à la situation d'il y a 10 000 ans ;
- les mythes du lac Eyre rapportés par J.W Gregory en 1906, racontent que les déserts d'Australie Centrale étaient autrefois des plaines fertiles et irriguées, et parlent des déserts qui entouraient le lac comme d'un immense jardin. Ce mythe transmis par voie orale correspond aux découvertes des géologues évoquant l'existence d'une période humide au début de l'Holocène, lorsque le lac était rempli d'eau en permanence.

## Unité australienne

### Diversité à travers le continent

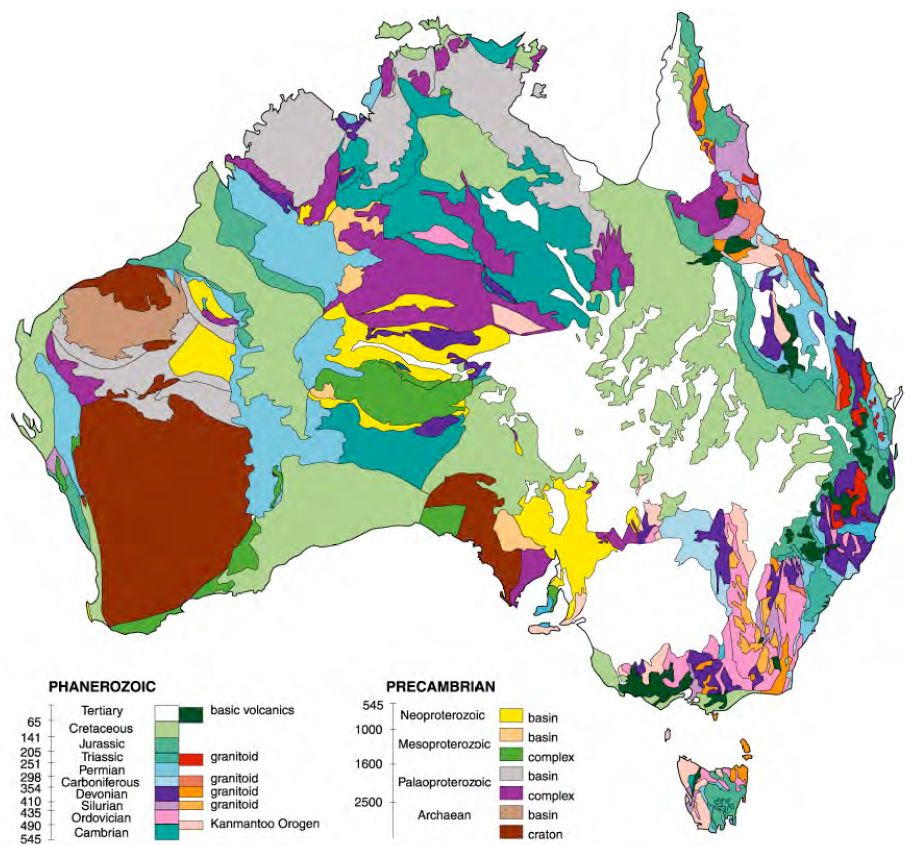
Carte géologique de l'Australie.

Il y a près de 400 groupes aborigènes distincts à travers toute l'Australie (plus communément connus sous le nom de tribus ou de nations aborigènes), tous listés dans l’Encyclopédie de l'Australie aborigène. Chacun d'entre eux se distingue par un nom unique, et s'identifie souvent par sa langue ou son dialecte particulier, ou par une prononciation distinctive, utilisée originellement pour raconter les mythes. Ces modes d'articulation ont donné naissance aux mots distinctifs et aux noms des différents mythes.
Il y a tant de groupes aborigènes distincts, de langues, de croyances et de pratiques qu'il serait illusoire de vouloir les rassembler sous une seule et même bannière. D'autant plus que la grande variété de mythes ne cesse d'être racontée, développée, élaborée, exécutée et vécue différemment par les membres de chacun de ces groupes.
Néanmoins, l’Encyclopédie de l'Australie aborigène constate qu'« un élément intrigant [de la mythologie aborigène] est le mélange entre la diversité et la similitude des mythes sur l'ensemble du continent ».

### Quelques points communs
Les aborigènes d'Australie peuvent être décomposés en 400 groupes linguistiques différents, chacun d'entre eux ayant sa propre culture. Pour cette raison, il serait erroné de penser que chacun des mythes est représentatif a priori de la culture aborigène dans son ensemble. Cependant, une fois réunies, presque toutes les croyances semblent former une religion polythéiste et animiste.
Il ne faut pas concevoir les êtres mythologiques aborigènes comme les dieux à la manière occidentale, mais plutôt les considérer comme des Esprits Créateurs, des Héros de la culture ou comme des Esprits Aborigènes ancestraux.
Malgré des mythes nombreux et variés, il existe de fortes similitudes entre les histoires des différents groupes ethniques :
- les cultures aborigènes sont basées sur la Nature. Une relation spirituelle lie les êtres humains, les plantes, les animaux, les astres et les sites sacrés. Bon nombre de leurs héros mythologiques sont des animaux typiques de l'Australie, comme le serpent arc-en-ciel ;
- les humains sont associés à la terre et à des sites précis. Chaque aborigène étant lié spirituellement aux sites sacrés qui marquent la région associée à ses ancêtres, c'est une obligation pour lui d'aider à préserver ces sites, en accomplissant les rituels nécessaires et en chantant les récits des faits et gestes de ses ancêtres. En accomplissant cela, l'ordre créé par ses ancêtres est maintenu ;
- une autre similitude est la notion de « Temps du rêve ». On l'interprète souvent comme l'époque de la création du Monde, mais il décrit en fait le processus par lequel le Monde a vu le jour. L'anthropologue Max Charlesworth donne une autre explication : il considère le Temps du rêve comme la capacité à « voir la vision éternelle »[12]. Cependant, l'usage de l'expression Temps du rêve est désormais déconseillé car il renvoie implicitement à un temps révolu, alors que beaucoup d'aborigènes considèrent que ce temps n'est pas terminé. Il lui préfère le terme de Rêve. Dans le Rêve, il n'y a pas de distinction claire entre les hommes et les animaux et quelques esprits sont capables de prendre une forme humaine ou animale à volonté ;
- les voies du rêve décrivent les parcours empruntés par les Esprits ancestraux pendant le « Rêve ». Alors qu'ils marchaient sur ces chemins, que les aborigènes appellent lignes de chansons, les Esprits donnèrent vie aux roches, aux plantes et aux animaux par leurs chants. Ces chemins sont sacrés et il existe des chansons et des cérémonies qui décrivent la façon de les parcourir. Des endroits précis le long de ces parcours (par exemple Ubirr) sont encore davantage sacrés et demandent à être respectés par les étrangers.

### Généralisation pour le public
La brochure du Comité pour la réconciliation aborigène, intitulée « Understanding Country », a pour but d'essayer d'initier les populations non-aborigènes aux concepts aborigènes sur l'environnement et, dans ce but, elle fait cette généralisation à propos des mythes et de la mythologie aborigène :

« Ils décrivent généralement les voyages d'ancêtres, souvent des personnes ou des animaux géants, sur ce qui était alors un monde dépourvu de tout. Les montagnes, les rivières, les points d'eau, les espèces animales et végétales et d'autres ressources naturelles et culturelles ont vu le jour à la suite d'événements qui ont eu lieu au cours du « temps du rêve ». Leur présence dans le paysage d'aujourd'hui est considérée par de nombreux peuples autochtones comme étant une confirmation de leurs croyances sur la Création. […]
Les routes empruntées par le Créateur au cours du « temps du rêve », à travers les terres et les mers, […] relient entre eux de nombreux sites sacrés qui forment un réseau de pistes qui sillonnent le pays. Ces « pistes du rêve » peuvent s'étendre sur des centaines, voire des milliers de kilomètres à travers le désert jusqu'à la côte [et] peuvent être partagées par les peuples dont le territoire est traversé. »

### Généralisation anthropologique
Les anthropologues australiens qui veulent faire des généralisations suggèrent que les mythes aborigènes sont toujours suivis à travers le pays car ils remplissent une importante fonction sociale : justifier les règles de vie quotidienne, contribuer à façonner les idées des peuples, aider à avoir de l'influence sur le comportement des autres, en incorporant continuellement et en « mythologisant » les événements historiques, au service de ces objectifs sociaux dans le contexte de forte évolution de l'époque moderne :

« Il est commun et intégré que […] la loi (loi aborigène) provient des peuples ancestraux des peuples (ou des « rêves ») et se transmet à chaque génération. Alors que […] les droits de certains êtres humains peuvent beaucoup varier, les relations fondamentales entre les « rêves » et certains paysages sont théoriquement éternelles. […] Les droits des peuples sur leurs territoires sont généralement considérés comme prévalants quand ces peuples bénéficient d'une relation identitaire avec un ou plusieurs des « rêves » de ce lieu. Il s'agit d'une identité d'esprit, un consubstantialité, plutôt qu'une question de simple conviction […] : le « rêve » préexiste et persiste dans le temps, alors que ses incarnations humaines ne sont que temporaires. »

### Généralisation aborigène
Les spécialistes aborigènes qui souhaitent généraliser pensent que tous les mythes aborigènes, une fois combinés, représentent une sorte de bibliothèque orale, dans laquelle les aborigènes puiseraient pour découvrir le monde et percevoir une réalité propre (dont les concepts et les valeurs sont radicalement différentes de ceux de la civilisation occidentale :

« Les peuples aborigènes apprennent de ces histoires qu'une société ne doit pas être centrée sur l'homme, mais plutôt sur un territoire. Dans le cas contraire, ils oublient leurs origines et leur raison d'être. [...] Les hommes ont tendance à être des exploiteurs si on ne leur rappelle pas constamment qu'ils sont interconnectés avec le reste de la Création, qu'ils ne sont que des incarnations temporelles, et qu'ils doivent inclure les générations passées et futures dans la perception de leur raison d'être.
Les peuples vont et viennent, mais les terres (et leurs histoires) persistent. C'est une sagesse qui s'acquiert tout au long de la vie en écoutant, en observant et en expérimentant. […] Il y a une profonde compréhension de la nature humaine et de son environnement. […] Les sites possèdent leur propre sensibilité qui ne peut être décrite en termes physiques, […] une sensibilité subtile qui résonne à travers les corps de son peuple. […] Ce n'est qu'en parlant et en étant avec ces peuples que l'on peut réellement apprécier cette sensibilité. C'est […] une réalité intangible de ces peuples. »

## Mythes pan-australiens

### Le serpent arc-en-ciel

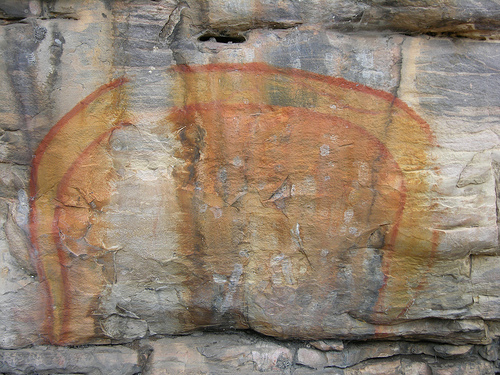
Peinture rupestre aborigène représentant un serpent arc-en-ciel.

En 1926, un anthropologue britannique spécialisé en ethnologie et en ethnographie aborigène, Pr. Alfred Radcliffe-Brown, a noté que de nombreux groupes aborigènes disséminés à travers le continent australien semblaient partager une variante d'un seul et même mythe. Celui-ci racontait qu'un serpent exceptionnellement puissant, tout autant créateur que dangereux, était étroitement associé aux arcs-en-ciel, à la pluie, aux fleuves et aux eaux profondes.
Radcliffe-Brown a inventé le terme de « serpent arc-en-ciel » pour décrire ce qu'il a identifié comme étant un mythe récurrent et, en travaillant autour du continent australien, il a noté que le caractère principal de ce mythe (« le Serpent arc-en-ciel ») peut porter différents noms :
Kanmare (Boulia, Queensland) ; Tulloun (Mount Isa, QLD) ; Andrenjinyi (Pennefather River, QLD); Takkan (Maryborough, QLD) ; Targan (Brisbane, QLD) ; Kurreah (Broken Hill, Nouvelle-Galles du Sud) ; Wawi (Riverina, NSW) ; Neitee & Yeutta (Wilcannia, NSW) ; Myndie (Melbourne, Victoria) ; Bunyip (Victoria occidentale) ; Wogal (Perth, Australie-Occidentale) ; Wanamangura (Laverton, WA) ; Kajura (Carnarvon, WA) ; Numereji (Kakadu, Territoire du Nord).
Ce « serpent arc-en-ciel » est généralement identifié comme un énorme serpent vivant dans le plus profond des eaux australiennes. Descendu sur Terre depuis la traînée sombre visible dans la Voie lactée, il se révèle sous la forme d'un arc-en-ciel quand il pénètre dans l'eau ou la pluie. Il est responsable du façonnage des paysages, des noms de lieux, de l'engloutissement ou de la noyade de personnes, du renforcement de l'érudit grâce à sa possibilité de faire tomber la pluie ou à son pouvoir de guérison ou encore d'anéantir d'autres gens par des plaies, des faiblesses, des maladies et la mort.
Même le mythe du Bunyip australien a été identifié au serpent arc-en-ciel mentionné précédemment,. Le terme inventé par Radcliffe-Brown est maintenant couramment utilisé et, par conséquent, connu par un large public (national et international). Ce terme est de plus en plus utilisé par des organismes gouvernementaux, des musées, des galeries d'art, des organisations aborigènes et des médias pour se référer précisément au mythe aborigène pan-australien, et plus généralement comme un raccourci pour faire allusion à la mythologie aborigène,.

### Le capitaine Cook

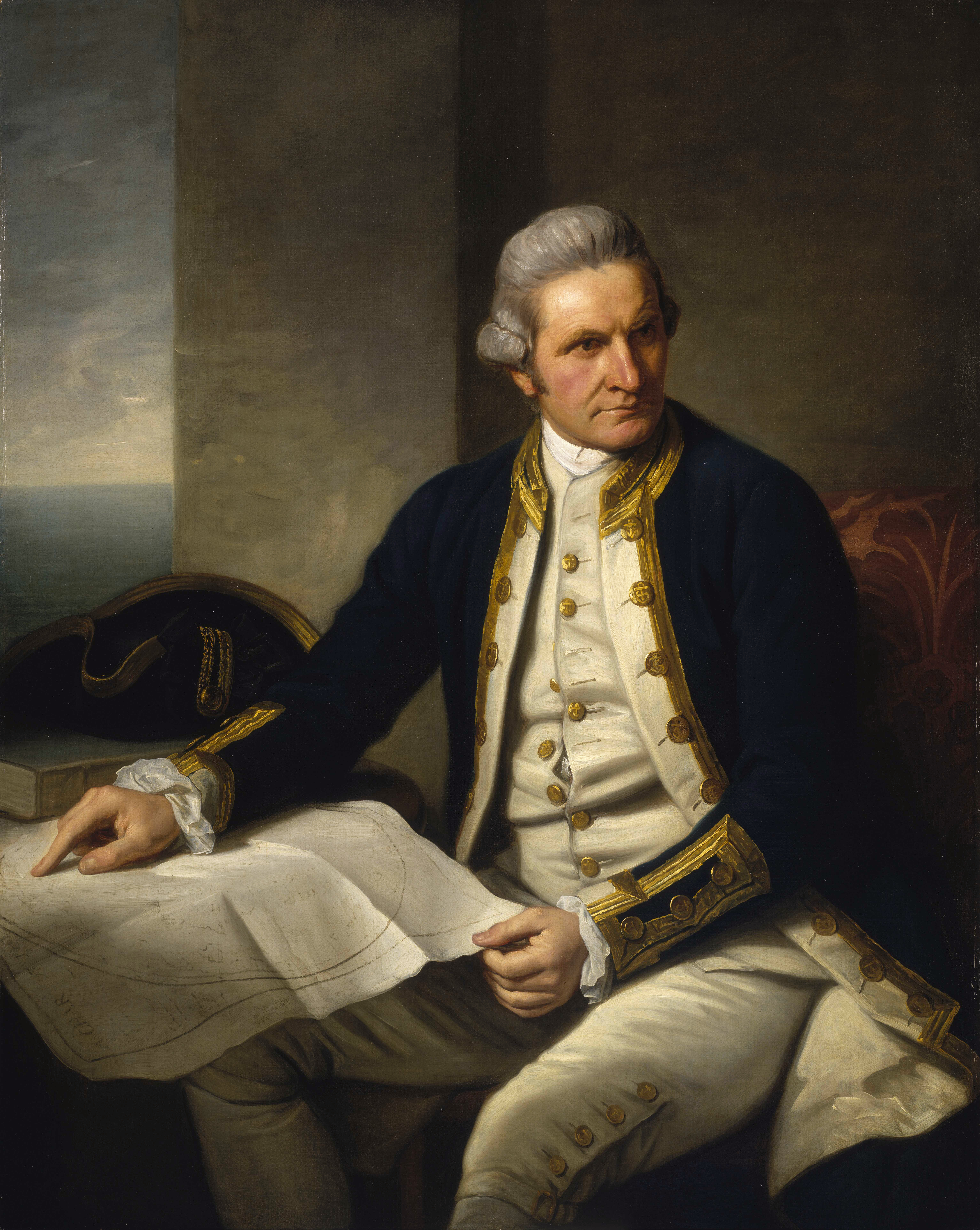
Portrait de James Cook.

Un certain nombre de linguistes et d'anthropologues ont recueilli toute une documentation orale sur un autre mythe commun à tous les Aborigènes d'Australie. Les aborigènes racontent que leurs ancêtres rencontrèrent un personnage mythique arrivant de la mer. Ce personnage fut à l'origine du colonialisme occidental qu'il réussit à imposer soit en offrant des cadeaux soit en utilisant la violence.
Le nom de « capitaine Cook » revient le plus souvent pour nommer ce personnage mythique clé. Il s'agit davantage d'un personnage « mythique » que d'une réalité historique, bien que cette croyance soit partagée par l'ensemble de la communauté australienne qui attribue à James Cook un rôle de premier plan dans la colonisation de l'Australie. On attribue en effet au Capitaine Cook tel que décrit par les aborigènes l'origine de la domination britannique sur l'Australie. Le souvenir de son arrivée n'est pas vécu par les aborigènes comme un motif de fête mais, au contraire, le plus souvent, comme l'arrivée d'un personnage méchant.
Les nombreuses versions de ce capitaine Cook émanent rarement d'une réelle rencontre avec le lieutenant James Cook, le premier à avoir cartographié la côte Est australienne depuis l’Endeavour, en 1770. Les ancêtres des Guugu Yimithirrs, qui vivaient le long du fleuve Wabalumbaal, l'actuel fleuve Endeavour, ont effectivement rencontré le véritable James Cook qui est resté pendant sept semaines échoué à l'emplacement de l'actuelle ville de Cooktown tandis que l'on réparait l'Endeavour dont la coque avait été abimée sur des hauts fonds. Depuis lors, les Guugu Yimithirr ont vu des lieux de la région baptisés dans leur langue.
Cependant, le mythe pan-australien du capitaine Cook parle d'un personnage britannique abstrait (et très symbolique) qui arrive depuis l'océan quelque temps après la création du monde aborigène et la fondation de l'ordre social originel. Ce capitaine Cook apparaît dès lors comme porteur de transformations spectaculaires dans l'ordre social originel, qui persistent encore aujourd'hui.
En 1988, l'anthropologue australien, Kenneth Maddock, a réuni un certain nombre de versions de ce mythe du « terrible capitaine Cook » tel qu'il apparaît dans les légendes aborigènes. On trouve notamment :
- Batemans Bay (Nouvelle-Galles du Sud) : Percy Mumbulla raconta ainsi que le capitaine Cook ancra son navire à Snapper Island et débarqua pour offrir à ses ancêtres des vêtements et des biscuits, avant de repartir comme il était venu. Mumbulla raconta que ses ancêtres, méfiants et craignant les épidémies, s'étaient débarrassés de ces cadeaux en les jetant à la mer[25] ;
- Cardwell (Queensland) : Chloe Grant et Rosie Runaway, deux aborigènes, racontèrent la manière dont le capitaine Cook et son équipage semblent avoir émergé de la mer avec leur peau blanche, semblables aux esprits ancestraux revenant voir leurs descendants. Le capitaine Cook arriva en offrant une pipe et du tabac à fumer (cadeau qui a été rejeté comme étant « quelque chose qui brûle dans la bouche »), puis en chauffant du thé (rejeté également car considéré comme du « chauffage d'eau sale »), puis en faisant cuire de la farine sur du charbon (écarté car cela avait une odeur de « rassis » et jeté sans l'avoir goûté), enfin en faisant bouillir du bœuf (ce qu'ils ont goûté car cela sentait bon, une fois débarrassé de la peau salée). Le capitaine Cook et son équipage sont ensuite partis, en naviguant vers le nord, laissant les ancêtres de Chloe Grant et de Rosie Runaway désespérés de voir les esprits des ancêtres s'en aller de cette façon[23].

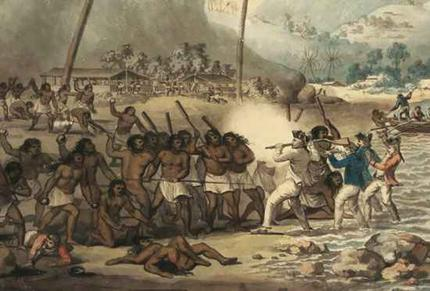
Tableau représentant l'altercation, le 14 février 1779, entre les hommes du capitaine Cook et des kānaka maoli d'Hawaï, qui coûta la vie à l'explorateur britannique.

- Sud-Est du golfe de Carpentarie (Queensland) : Rolly Gilbert raconte comment le capitaine Cook, pour voir l'Australie de plus près, y débarqua et rencontra plusieurs des ancêtres de Rolly, munis de javelots, sur lesquels il faillit faire feu, mais qu'il réussit à amadouer pour qu'ils lui révèlent la position des principaux campements des populations locales, après quoi :

« …il équipa ses partenaires (des éleveurs de bétails) en bandes pour parcourir la région et abattre les habitants, abandonnant les cadavres aux faucons et aux corbeaux… Ainsi, beaucoup de personnes âgées et de jeunes se virent frappés à la tête à coups de crosses puis leurs corps furent laissés là. Ils voulaient anéantir la population car les européens du Queensland avaient besoin d'espace pour nourrir leurs chevaux et leurs bœufs. »

- Fleuve Victoria (Territoire du Nord) : on raconte une véritable saga sur le capitaine Cook, dans laquelle il navigua de Londres à Sydney pour acquérir des terres. Trouvant le pays à son goût, il débarqua bœufs et hommes armés, à la suite de quoi les Aborigènes de la région de Sydney furent massacrés. Le capitaine Cook fit ensuite route jusqu'à Darwin, où il envoya des cavaliers armés pour traquer les aborigènes dans la région du fleuve Victoria. Il put alors fonder la ville de Darwin et donner des ordres aux policiers et aux responsables des troupeaux de bétail sur la façon de traiter les Aborigènes[26] ;
- Kimberley (Australie-Occidentale) : on raconte dans bon nombre de contes aborigènes que le capitaine Cook est un héros de la civilisation européenne qui débarqua en Australie et qui s'y imposa par l'usage des armes à feu, comme le premier européen à traiter ainsi les peuples aborigènes de toute l'Australie. De retour chez lui, il affirma qu'il n'avait vu aucun autochtone, ce qui faisait de l'Australie un vaste territoire vide que des colons pourraient revendiquer sans peine pour eux-mêmes. Dans ce mythe, le capitaine Cook introduisit la « loi de Cook » sur laquelle s'appuyèrent les colons, précisant toutefois que cette nouvelle loi était injuste et frauduleuse comparée à la loi aborigène[27].

## Groupes d'individus

### Le peuple Murrinh-Patha
Il a été observé que les mythes du « rêve » racontés par le peuple Murrinh-Patha (dont le territoire se situe à l'intérieur des terres de la ville de Wadeye) étaient en fait très similaires à la conception de croyance religieuse dans le monde.
En particulier, il a été suggéré que les Murrinh-Patha avaient une unité de pensée, de croyance et d'expression qu'on ne trouve pas dans d'autres mythologies ou religions : elle unit tous les aspects de leur vie, de leur pensée et de leur culture dans l'influence permanente de leur « rêve ». Au sein de cette religion aborigène, tout ce qui est concret, visible, matériel et profane (la « vie ») découle de ce qui est spirituel, invisible, immatériel et sacré (le « rêve »). Dès lors, toute vie est sacrée, toute action possède une implication morale et tout le sens de la vie découle de l'éternel « rêve » omniprésent.
Cette philosophie sous-jacente qui anime et soutient la mythologie et la vie des Murrinh-Patha, a été caractérisée par l'écrivain australien WEH Stanner comme « une chose joyeuse dont le centre est rempli d'asticots ». En d'autres termes, la vie est bonne et bienveillante, mais tout au long de notre route, il existe de nombreuses souffrances que chaque individu doit arriver à comprendre et à endurer. Tel est le message sous-jacent qui est répété à maintes reprises au sein des mythes Murrinh-Patha et qui leur permet de donner une motivation et un sens à la vie.

### Le peuple Pintupi
Pour Fred R. Myers, dans la population Pintupi (dont le territoire se trouve au cœur du désert de Gibson), le mythe constituait une forme de conscience sociale. Ainsi, tous les événements se produisent et s'expliquent par les structures sociales préétablies, et les ordres sont dictés, chantés et réalisés dans le cadre de leur mythologie fantastique plutôt que dans celui des actions politiques, des décisions et des influences des personnages locaux (c'est-à-dire, un phénomène qui gomme toute notion d'Histoire).

« Le rêve fournit une autorité morale qui dépasse l'individu et la création humaine […] bien qu'[il] soit, en tant qu'ordonnanceur du cosmos, vraisemblablement un produit des événements historiques. Une telle origine est démentie.
 
Ces créations de l'homme sont objectivées sous la forme de principes ou de précédents pour le monde actuel. […] Par conséquent, l'action actuelle n'est pas comprise comme étant le résultat d'alliances, de créations ou de choix humains, mais plutôt comme imposée par un ordre cosmique. »

Dans cette vision du monde, trois longues pistes de lieux sacrés dominent, comme étant des chapelets de lieux importants créés par des personnages mythiques, le long de leur itinéraire à travers la région désertique Pintupi au cours du « rêve ». Il s'agit d'une mythologie complexe faite de récits, de chants et de cérémonies connus par les Pintupi sous le nom de Tingarri et qui est diffusée au cours de grands rassemblements sur le territoire Pintupi.
Cette vision d'une conscience ab-historique a toutefois été contestée.

## Quelques mythes
Du fait qu'il existe de nombreuses tribus aborigènes différentes, les articles ci-dessous feront référence, le cas échéant, à une tribu particulière :
- Alchera - histoire du temps du rêve
- Alcheringa - Terme utilisé par certains aborigènes pour désigner le Temps du rêve
- Altjira - Esprit céleste des Arrernte
- Anjea - Esprit féminin de la fertilité.
- Bagadjimbiri - Deux frères et esprits créateurs.
- Bahloo - Esprit de la lune.
- Baiame - Esprit créateur de plusieurs groupes linguistiques du sud-est de l'Australie, tel que le Kamilaroi
- Bamapana - Héros à l'esprit traître et qui cause la discorde (chez les Murngin)
- Banaitja - Esprit créateur
- Barnumbirr - Esprit du peuple Yolngu
- Beralku - Île des morts chez les Yolngu.
- Birrahgnooloo - Une déesse de la fertilité chez les Kamilaroi.
- Bobbi-bobbi - Serpent géant qui vit dans le ciel, à l'instar du serpent arc-en-ciel
- Brolga - Une femme transformée en grue
- Bunbulama - Esprit de la pluie
- Bunjil - Esprit créateur des groupes linguistiques du Victoria, tel que les Kulin, et parfois identifié à Baiame
- Bunyip - Créature mythique rôdant dans les billabongs au sud-est de l'Australie
- Daramulum - Esprit créateur, fils ou frère de Baiame dans le sud-est de l'Australie. Esprit du ciel, patron des shamans, et déité lunaire (chez les Wiradjuri et les Kamilaroi)
- Dhakhan - Esprit ancestral des Kabi Kabi
- Didgeridoo
- Dilga - Esprit de la fertilité et de la croissance
- Djanggawul - Dans les territoires du nord, fratrie composée d'un homme et de deux femmes qui créèrent le paysage australien et le recouvrirent de végétation
- Djunkgao - Groupe de sœurs associées aux inondations et courants marins
- Temps du rêve - Thème central et unificateur de la culture aborigène
- Eingana - Esprit créateur et mère de toutes les eaux et de tous les animaux et humains
- Erathipa - Rocher qui ressemble à une femme enceinte
- Galeru - Serpent arc-en-ciel qui avala les Djanggawul
- Gidja - Esprit lunaire et créateur de la femme
- Gnowee - Esprit solaire qui vécut sur Terre avant l'existence du soleil
- Inapertwa - Créatures avec lesquelles les Numakulla créèrent la vie sur Terre (chez les Arrernte)
- I'wai - Héros de la culture des Koko Y'ao
- Julana - Esprit pervers qui surprit des femmes après avoir creusé un terrier sous le sable
- Julunggul - Serpent arc-en-ciel et esprit de la fertilité
- Kalseru
- Karora - Esprit créateur
- Kidili - Ancien homme-lune qui tenta de violer quelques-unes des premières femmes sur Terre (Mandjindja)
- Kondole - Homme méchant et grossier qui se transforma en baleine
- Koobor - Le koala
- Kunapipi - Esprit maternel et saint patron de plusieurs héros
- Kutjara
- Karatgurk - Sept sœurs qui devinrent par la suite les Pléiades
- Mamaragan - Esprit des éclairs qui parle en utilisant le tonnerre
- Mamu
- Mangar-kunjer-kunja - Esprit saurien qui créa l'homme
- Mar'rallang - Nom de deux jumelles
- Mimi - Petit être de la région d'Arnhem qui vit dans les crevasses des rochers
- Minawara - Ancêtres des Nambutji
- Mokoi - Esprit malin qui tua des sorciers se servant de magie noire
- Mura-mura - Autre mot pour Temps du rêve
- Namarrgun - Homme - lumière de la région de Kakadu
- Nargun - Monstre féminin qui enlève les enfants
- Ngariman - Homme-chat qui tua les Bagadjimbiri
- Nogomain - Esprit qui fait don d'enfants-esprits à des parents mortels
- Numakulla - Esprit créateur, grand ancêtre des Inapertwa
- Puckowe - Esprit grand-maternel vivant dans les cieux (vient en aide aux hommes de médecine)
- Pundjel - Esprit créateur qui inventa les rites religieux
- Serpent arc-en-ciel - Esprit créateur qui contrôle l'eau et habite les points d'eau permanents
- Tiddalik - Grenouille responsable du déluge
- Tjilpa - Ancêtre des chats
- Tjinimin - Ancêtre des peuples australiens
- Ulanji - Ancêtre des Binbinga à l'aspect de serpent
- Ungud - Esprit-serpent qui est parfois homme et parfois femme
- Wagyl - Créature à l'allure de serpent qui est à l'origine des cours d'eau au sud-ouest de l'Australie-Occidentale
- Wahwee
- Wala - Esprit féminin créateur du Soleil dans le Territoire du Nord
- Waramurungundi - Première femme (chez les Gunwinggu)
- Wati-kutjara - Homme lézard
- Wawalag - Deux sœurs, filles de Djanggawul
- Wollunqua - Esprit-serpent de la pluie et de la fertilité
- Wondjina - Esprits des nuages et de la pluie
- Wuluwaid - Esprits de la pluie
- Wuragag - Premier homme (chez les Gunwinggu)
- Wuriupranili - Esprit féminin solaire qui porte une torche en guise de soleil
- Wurrunna - Héros culturel
- Yara-ma-yha-who - Petit homme vampirique ou monstre humanoïde
- Yowie - Bête géante ressemblant à un croisement entre un lézard et une fourmi
- Yhi - Esprit féminin de la lumière et de la création, et divinité solaire
- Yurlungur

#### Droit international
- Peuple autochtone, Droit des peuples autochtones (Déclaration des droits des peuples autochtones)
- Anthropologie juridique, Coutume, Savoirs traditionnels